# Melanotrichus coagulatus
Melanotrichus coagulatus är en insektsart som först beskrevs av Philip Reese Uhler 1877.  Melanotrichus coagulatus ingår i släktet Melanotrichus och familjen ängsskinnbaggar. Inga underarter finns listade i Catalogue of Life.